# Bergheim (Rhénanie-du-Nord-Westphalie)
Pour les articles homonymes, voir Bergheim (homonymie).
Bergheim est une ville allemande de la vallée de l’Erft, d’environ 60 000 habitants, située sur le Rhin dans le sud du land de Rhénanie-du-Nord-Westphalie, à 20 km à l’ouest de Cologne.
Elle est surtout connue pour la centrale électrique des Niederaußem, dans le quartier Niederaußem du même nom.

## Histoire
| Appartenances historiques Comté de Juliers 1300-1336 Margraviat de Juliers 1336-1356 Duché de Juliers 1356-1797 République cisrhénane (Roer) 1797-1802 République française (Roer) 1802-1804 Empire français (Roer) 1804-1813 Royaume de Prusse (Province de Juliers-Clèves-Berg) 1815-1822 Royaume de Prusse (Province de Rhénanie) 1822-1918 République de Weimar 1918-1933 Reich allemand 1933-1945 Allemagne occupée 1945-1949 Allemagne 1949-présent |

## Personnalités liées à la ville
- Joseph Fischer (1858-1944), cartographe, né à Quadrath.
- Gerhard Fieseler (1896-1987), as de l'aviation, né à Glesch.
- Paul Vincent Gunia (1950-2016), musicien, né à Bergheim.
- Fayssal Harchaoui (2006-), footballeur, né à Bergheim.
- Ute Kircheis-Wessel (1953-), escrimeuse, née à Niederaußem.
- Cornelius Trimborn (1824-1889), homme politique, né à Bergheim.

## Jumelage
- Chauny (France)
- Andenne (Belgique)
- Mottafollone (Italie)

## Galerie photographique

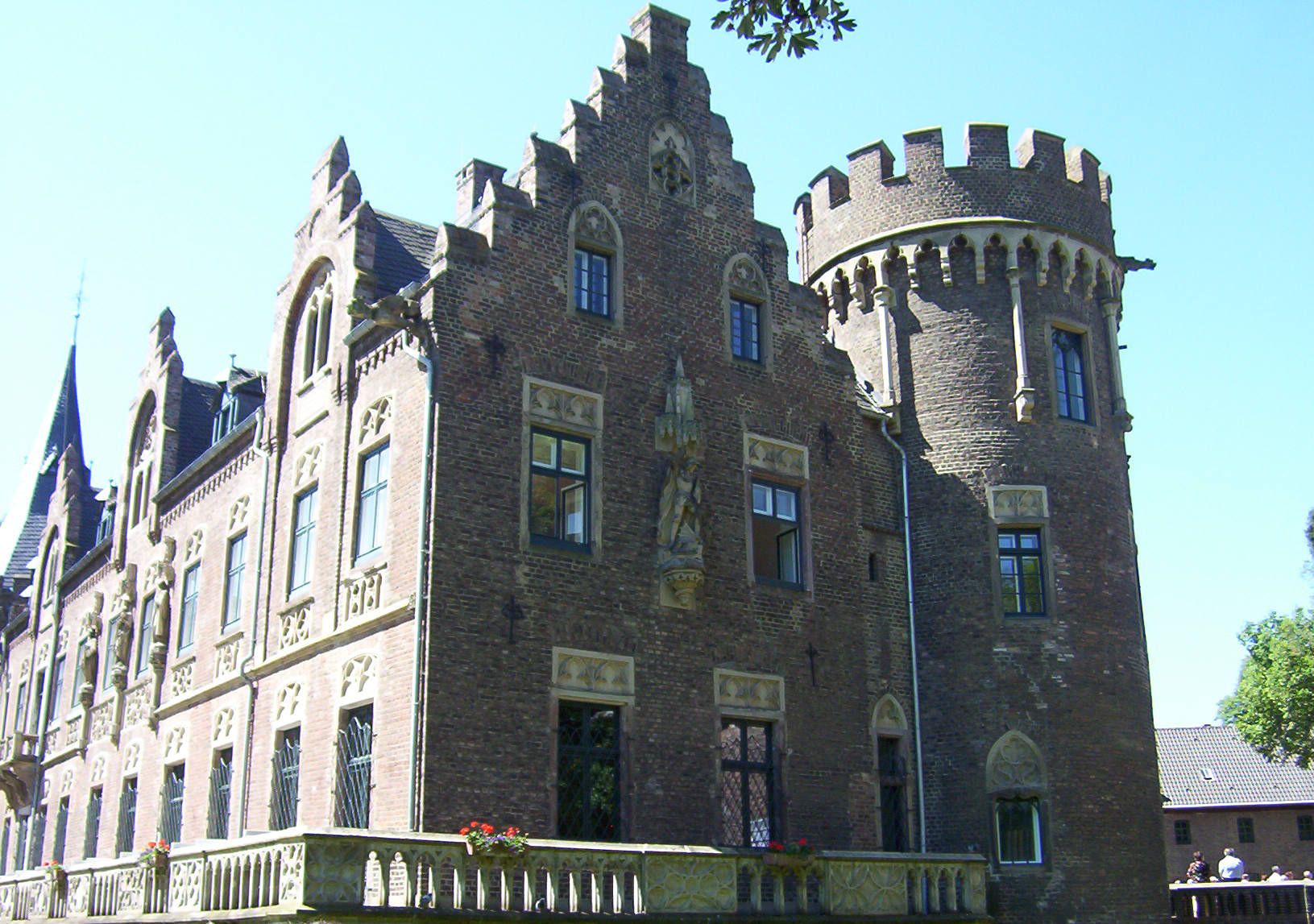
Le château Paffendorf
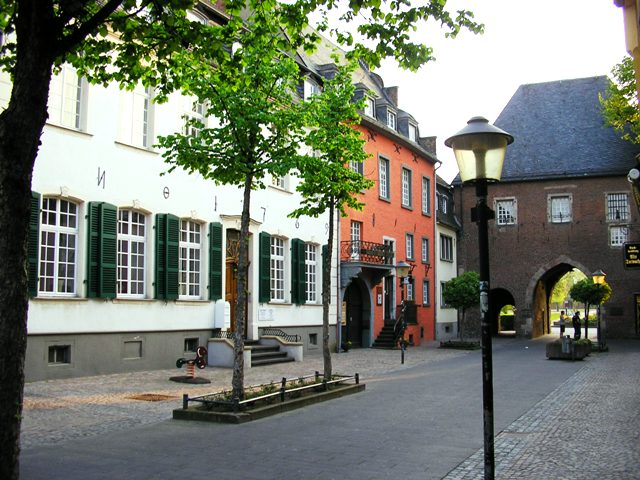
Dans la vieille ville
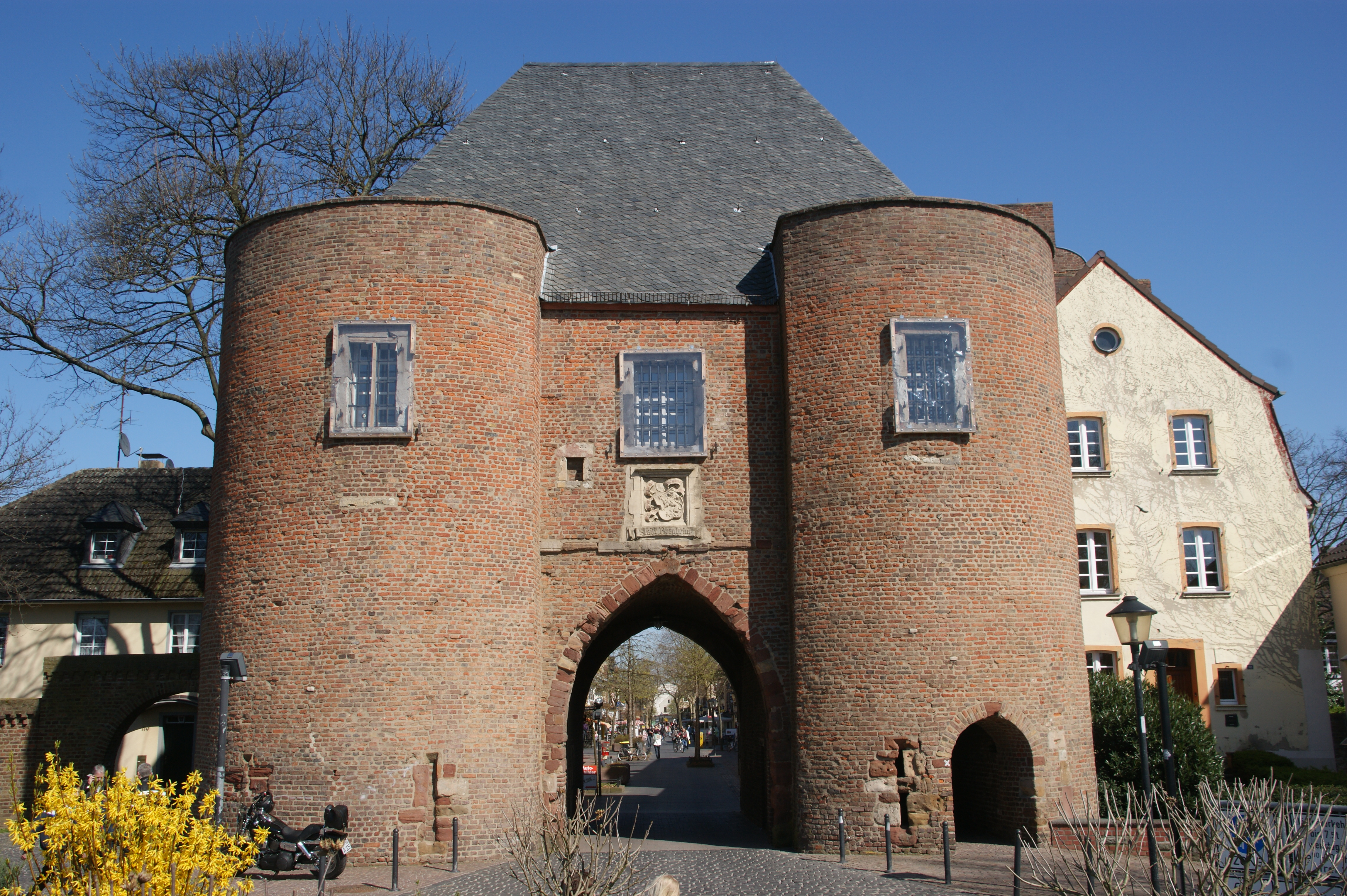
La porte d'Aix-la-Chapelle
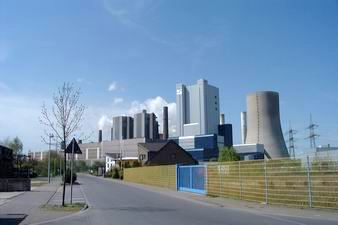
La centrale électrique